# Maximilian Schachmann
Maximilian Schachmann (ur. 9 stycznia 1994 w Berlinie) – niemiecki kolarz szosowy.

## Osiągnięcia
Opracowano na podstawie:

2012
- 3. miejsce w mistrzostwach świata juniorów (jazda ind. na czas)

2015
- 3. miejsce w mistrzostwach Europy U23 (jazda ind. na czas)
- 2. miejsce w mistrzostwach świata U23 (jazda ind. na czas)

2016
- 1. miejsce w Mistrzostwach Niemiec do lat 23 (jazda ind. na czas)
- 1. miejsce na 3. etapie Giro della Valle d’Aosta
- 1. miejsce w Tour Alsace
  - 1. miejsce na 3. etapie
- 2. miejsce w mistrzostwach świata U23 (jazda ind. na czas)

2018
- 2. miejsce w Classic Sud Ardèche
- 1. miejsce na 6. etapie Volta Ciclista a Catalunya
- 1. miejsce na 18. etapie Giro d’Italia
- 3. miejsce w mistrzostwach Europy (jazda ind. na czas)
- 4. miejsce w BinckBank Tour
- 3. miejsce w Deutschland Tour
- 1. miejsce na 2. etapie
- 1. miejsce w mistrzostwach świata (jazda druż. na czas)

2019
- 1. miejsce w GP Industria & Artigianato
- 1. miejsce na 5. etapie Volta Ciclista a Catalunya
- 1. miejsce w klasyfikacji punktowej Vuelta al País Vasco
  - 1. miejsce na 1. (jazda ind. na czas), 3. i 4. etapie
- 3. miejsce w Liège-Bastogne-Liège

2020
- 2. miejsce w Volta ao Algarve
- 1. miejsce w Paryż-Nicea
  - 1. miejsce na 1. etapie
- 3. miejsce w Strade Bianche

2021
- 1. miejsce w Paryż-Nicea
- 3. miejsce w Amstel Gold Race
- 1. miejsce w mistrzostwach Niemiec (start wspólny)

2022
- 2. miejsce w Grosser Preis des Kantons Aargau

## Rankingi
| Rok              | 2013  | 2014 | 2015 | 2016 | 2017 | 2018 | 2019 | 2020 | 2021 | 2022 | 2023 | 2024 |
| ---------------- | ----- | ---- | ---- | ---- | ---- | ---- | ---- | ---- | ---- | ---- | ---- | ---- |
| UCI World Tour   |       |      |      | -    | 262. | 73.  |      |      |      |      |      |      |
| World Ranking    |       |      |      | 364. | 421. | 66.  | 25.  | 14.  | 22.  | 325. | 467. | 132. |
| UCI Europe Tour  | 1034. | 722. | 777. | 366. | 321. | 116. | 19.  | 12.  | 19.  | 262. | -    | 106. |
| UCI Asia Tour    | -     | -    | -    | 91.  | -    | 387. |      |      |      |      |      |      |
| UCI America Tour | -     | -    | 202. | -    | -    | -    |      |      |      |      |      |      |
|                  |       |      |      |      |      |      |      |      |      |      |      |      |
| Źródło: UCI      |       |      |      |      |      |      |      |      |      |      |      |      |